# Mokra Strona
Mokra Strona – od XV wieku wieś, a od 1934 roku część miasta Przeworska; w południowo-wschodniej Polsce, położona w województwie podkarpackim, w powiecie przeworskim, nad rzeką Mleczką.

## Historia
Wieś Mokra Strona była wzmiankowana w regestrach poborowych, które zapisali poborcy podatkowi ziemi przemyskiej z 1515 roku, gdy wieś posiadała 19 łanów kmiecych i młyn i z 1589 roku, gdy wieś nie posiadała już młyna.
Kolejne wzmianki z rejestrów poborowych ziemi przemyskiej z lat 1628, 1651, 1658. W 1674 roku Mokra Strona posiadała 65 domów.
W 1902 roku przez wieś została poprowadzona budowana kolej wąskotorowa z Przeworska do Dynowa.
W 1934 roku wieś Mokra Strona została włączona do miasta Przeworska.

## Osoby związane z miejscowością
- Jan Pieniążek – działacz PSL „Piast”, poseł do sejmu II RP, wójt gminy Mokra Strona[8].
- Stanisław Janusz – polski polityk, działacz SL, wojewoda w Rzeszowie (1944), poseł na sejm II RP, do KRN, sejmu ustawodawczego i sejmu I kadencji PRL.
- Jan Gryczman – mjr, obrońca Westerplatte.

## Ulice
Teren dawnej wsi, obecnie w Przeworsku - wchodzi w skład Osiedla Nr 3 (ul.: Wiejska, Węgierska, Krzywa, Żurawia) i Osiedla Nr 1 (ul. Żytnia).
Całość terenu dawnej wsi liczy 296 numerów, w tym ulice: 
- Wiejska (163 numery),
- Żytnia (59 numerów, do rzeczki Nowosiółki),
- Węgierska (29 numerów),
- Krzywa (20 numerów),
- Żurawia (25 numerów).